# Асґарабад-Тапе
Асґарабад-Тапе (перс. عسگرآباد تپه) — село в Ірані, входить до складу дехестану Південний Назлуй у Центральному бахші шахрестану Урмія провінції Західний Азербайджан.